# Kalif
Kalif (arab. ħalifa, „następca”) – w islamie sunnickim tytuł następców Mahometa, czyli przywódców muzułmańskich społeczności państwowo-religijnych zwanych kalifatami. Pierwotnie obejmowały one wszystkich muzułmanów, z czasem się to zmieniło. 

## Historia

### VII–XVI wiek
Według sunnitów pierwszym kalifem po śmierci Mahometa w 632 roku został Abu Bakr, po którego wyborze doszło do sporu o sukcesję, a następnie do rozłamu wewnątrz wyznawców islamu na szyitów i sunnitów. Kalifowie szybko zaczęli tracić władzę polityczną nad rozrastającym się imperium muzułmańskim. W 909 powstał szyicki kalifat w Kairze, zniszczony przez Saladyna w 1171. W 929 roku emir Kordoby, Abd ar-Rahman III, ogłosił się kalifem, jednak jego kalifat rozpadł się już w 1031.
W 1258 po zdobyciu Bagdadu przez Mongołów zginął kalif Al-Mustasim. Instytucję kalifatu przywrócono dopiero trzy lata później w Kairze, jednak odtąd kalif nie sprawował już żadnej władzy politycznej. Tureccy sułtani z dynastii Osmanów przejęli tytuł kalifa po podboju Egiptu w 1517 roku.

### XIX i XX wiek
Instytucję kalifatu próbował przywrócić sułtan osmański Abd-ul-Hamid II. Tytułu tego używali również jego następcy. Ostatni osmański kalif, Abdülmecid II, został obalony przez republikański rząd Turcji w 1924 – po powstaniu Republiki Tureckiej nowe władze ogłosiły koniec instytucji kalifatu. Dwa dni po zniesieniu Kalifatu Tureckiego przez Tureckie Zgromadzenie Narodowe (3 marca 1924 r.), król Hidżazu Husajn Ibn Ali ogłosił się kalifem w zimowej rezydencji swego syna, Abd Allaha, w Szunie w Transjordanii. Idea wskrzeszenia kalifatu upadła w tym samym roku, wraz z podbojem państwa Hidżazu przez Saudyjczyków.

### Kalifowie Państwa Islamskiego
Organizacja terrorystyczna i jednocześnie quasi-państwo na terytorium Iraku i Syrii – Państwo Islamskie – ogłosiło 29 czerwca 2014 swojego przywódcę Abu Bakra kalifem wszystkich muzułmanów. Po kilku latach Abu Bakr zmarł, a po nim władzę obejmowali następni i następni kalifowie. Kalifat został uznany jedynie przez organizację Państwo Islamskie i organizacje sojusznicze w innych krajach muzułmańskich. Zdecydowana większość organizacji islamskich odmówiła uznania kalifatu, wytykając błędy formalno-prawne w jego ustanowieniu. Samozwańczy kalifat charakteryzuje się radykalnym sunnizmem, doktryną szybkich i rozległych podbojów terytorialnych oraz bezkompromisową brutalnością, co zbliża go do wczesnego kalifatu arabskiego z VII wieku.